# バフルール・ローディー
バフルール・ローディー（Bahlul Lodi, 生年不詳 - 1489年7月12日）は、北インドのデリー・スルターン朝、ローディー朝の君主（在位：1451年 - 1489年）。

## 生涯
バフルールはアフガン系ローディー族のサルダール（指導者）であった。
デリーでは、デリー・スルターン朝のサイイド朝が統治していたが、君主ムハンマド・シャーは政務に励むよりは自堕落な生活を好むようになった。そのため、数人の貴族たちが政治を進めるようになり、ある時にはマールワー・スルターン朝の君主マフムード・シャーにデリーを制圧するように求めた。
ムハンマド・シャーは陰謀に気づき、当時パンジャーブのみならず宮廷でも勢力を増してきたアフガン系ローディー族の族長バフルールの配下アフガン系貴族らに、マールワーとの交渉を頼んだ。ムハンマド・シャーはバフルールを自身の「息子」と呼び、とても重宝したことで知られる。
1445年、ムハンマド・シャーが死亡し、その息子アラー・ウッディーン・アーラム・シャーがあとを継いだ。だが、彼は父親よりも怠惰な人物であり、そのため権力は宰相に握られた。
一方、アーラム・シャーの即位までにパンジャーブを支配していたバフルールは、1451年4月に秩序の乱れたデリーを占領し、宰相を罷免・投獄した 。また、デリーの貴族層を味方につけたのち、バダーウーンにいたアーラム・シャーに手紙を送り、その名でデリー・スルターン朝を統治したいと申し出た。だが、アーラム・シャーはバフルールを自らの「兄」とし、すでに自分は政権を譲り渡したとして、退位する旨を返信した。
こうして、同月19日にバフルールはデリーで即位式を挙げた。ここにサイイド朝は滅び、新たにアフガン系のローディー朝が成立した。一方、アーラム・シャーは1478年まで年金生活者として暮らした。
バフルールはサイイド朝の時代に弱体化したデリー・スルターン朝の回復に努め、主要な行政官のみならず、軍の高官、主要分与地にもアフガン人を配置した。
しかし、サイイド朝の貴族たちは、こうした行動に憤慨し、ジャウンプル・スルターン朝の君主マフムード・シャーにデリーを制圧するよう要請した。マフムード・シャーはこれに乗じてデリーの政争に介入し、ローディー朝がジャウンプルにとって大きな脅威となる前に牽制しておく必要があると考え、この要請を喜んで受け取った。また、マフムード・シャーの妃だったサイイド朝出身の王女も、自分の正統な財産が失われるのを恐れて彼に同様の進言をした。
こうして、27年にわたるジャウンプルとローディー朝との戦争が始まり、それがバフルールの治世の大半を占めた。ジャウンプルはローディー朝よりも財力、兵力面では豊富だったが、それらを上手に利用することができず、ローディー朝のほうが次第に有利となった。
長く続いた戦いの末、1479年にジャウンプルの軍勢が首都デリーを攻撃したが、ローディー朝は耐え抜いた。
そして、逆にジャウンプルに反撃し、その首都ジャウンプルを落とし、征服することに成功した。この地には総督として息子のバールバクを任命した。

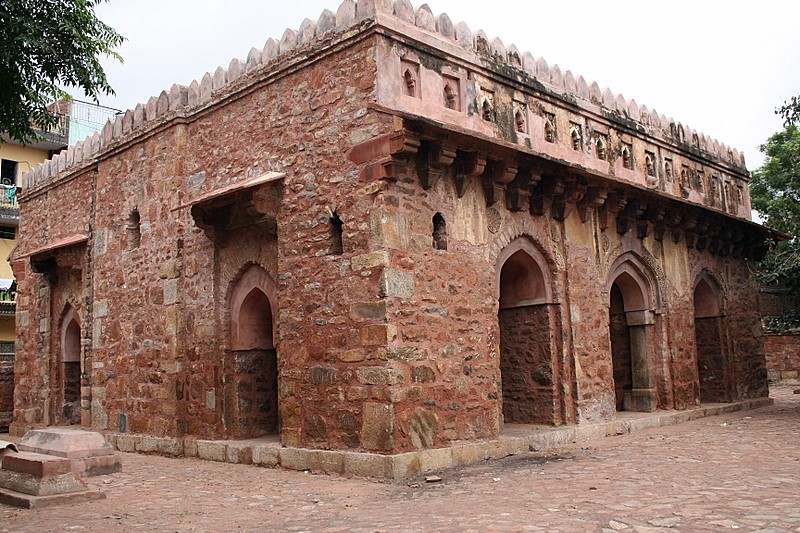
デリーのバフルール・ローディー廟

だが、1489年7月12日、バフロール・ロディーは別の軍事行動からデリーに戻ったのち死亡し、戦争に費やされたその生涯を終えた。後を息子のシカンダル・ローディーが継ぎ、彼の時代にローディー朝は全盛期を迎えた。